# Turvânia
Turvânia är en kommun i Brasilien.   Den ligger i delstaten Goiás, i den centrala delen av landet, 250 km väster om huvudstaden Brasília. Antalet invånare är 4 839.
Omgivningarna runt Turvânia är huvudsakligen savann. Runt Turvânia är det glesbefolkat, med 10 invånare per kvadratkilometer.